# 진저브레드 맨
진저브레드 맨(영어: Gingerbread man)은 사람 모양의 진저브레드를 뜻하는 말이며, 주로 크리스마스, 할로윈, 부활절 등의 시즌 때 자주 사용된다.

## 역사
진저브레드는 15세기로 거슬러 올라가며 비스킷 형태의 제작은 16세기로 거슬러 올라간다. 인물 모양의 진저브레드 비스킷의 최초 기록은 잉글랜드의 엘리자베스 1세 법정이었다.

## 특징
대부분의 진저브레드 맨은 대체로 인간 모양을 하고 있으며 손가락이 없다. 다수가 얼굴이 있지만 얼굴에 자국을 내거나 조리법에 따라 아이싱 또는 초콜릿으로 강조하기도 한다.

## 세계 기록
기네스 세계 기록에 따르면 세계 최대의 진저브레드 인간은 노르웨이 오슬로의 이케아 푸루셋 스토어의 직원이 2009년 11월 9일 만든 것이다. 이 진저브레드 맨의 무게는 651킬로그램에 달했다.

## 대중 문화
진저브레드 맨은 표트르 차이콥스키의 호두까기 인형, 머펫 쇼, 그림 형제: 마르바덴 숲의 전설, 쿠키런 시리즈의 캐릭터들의 모티브이다.

## 같이 보기
- 생강 쿠키
- 쿠키
- 진저브레드
- 크리스마스 쿠키
- 비스킷